# 拉季夫卡 (科羅斯特舍夫區)
50°17′50″N 29°11′43″E / 50.29722°N 29.19528°E
拉季夫卡（烏克蘭語：Радівка）是烏克蘭北部的村莊，隸屬日托米爾州的日托米爾區。該村面積0.85平方公里，海拔高度182米，2001年人口101，人口密度每平方公里118.82人。